# Клуб «Прометей»
Клуб «Прометей» (пол. Klub «Prometeusz») — центр прометеївського руху в Польщі у другій половині 1920-1930-х роки.

## Історія
Заснований у 1928 в Варшаві клуб, який пропагував ідеї «звільнення» народів Росії з-під «російського ярма» і подальшої їх консолідації навколо Польщі. 
Ініціатором заснування клубу виступив Ісаак Базяк, український соціал-революціонер.
«Прометей» зібрав навколо себе політичних діячів з України, і з числа кримськотатарських, грузинських, азербайджанських, казахських націоналістів і російських за походженням антикомуністів. 
Діячі «Прометея» виступали перед публікою, читали лекції, запрошували закордонних русофобів з Франції, Румунії та ін. країн. 
Головою клубу був обраний український мовознавець і політичний діяч, дипломат Роман Смаль-Стоцький.